# Edgar Buchanan
William Edgar Buchanan (Humansville, 20 maart 1903 – Palm Desert, 4 april 1979) was een Amerikaanse acteur.

## Biografie
Buchanan groeide op in Oregon. Net als zijn vader leerde hij het beroep van tandarts voordat hij trouwde en in 1928 werkte zijn vrouw ook als tandarts. Zijn carrière als acteur begon nadat het stel in 1939 naar Californië was verhuisd. Toen hij in hetzelfde jaar zijn eerste filmrol kreeg, droeg hij zijn praktijk over aan zijn vrouw. Aan het begin van zijn carrière speelde Buchanan ook enkele kleine ondersteunende rollen, waarvan sommige niet werden genoemd in de aftiteling, waaronder Michael Curtiz's avonturenfilm The Sea Hawk, maar in zijn tweede film had hij al een belangrijke ondersteunende rol als detective Adolph McDermott in de filmkomedie Too Many Husbands naast Jean Arthur en Fred MacMurray. In 1941 en 1942 verscheen hij naast Cary Grant in de voor een Oscar genomineerde speelfilm Penny Serenade en The Talk of the Town. Een groot deel van zijn filmrollen werden al snel western, waaronder in een verfilming uit 1942 over het leven van Wyatt Earp als de scherpschutter "Curly Bill" Brocious. Hij werd gezien naast John Wayne in The Comancheros en MacLintock, naast Henry Fonda in The Rounders en Welcome to Hard Times en samen met Audie Murphy in Destry en Der Colt ist das Gesetz. Hij portretteerde ook Fred Lewis in de Oscar-winnende westernklassieker Shane met Alan Ladd in de hoofdrol.
Naast zijn filmcarrière verscheen hij vanaf het midden van de jaren 1950 ook in Amerikaanse televisieseries. Naast gastrollen in series als The Rifleman, Laramie, Bonanza en Gunsmoke, werd hij vooral bekend in de Verenigde Staten door verschillende hoofdrollen in series. Vanaf 1952 verscheen hij naast William Boyd in 40 afleveringen van de Hopalong Cassidy-serie, tussen 1956 en 1957 speelde hij in 39 afleveringen Roy Bean in de serie Roy Bean, een rechter in het wilde westen. Hij speelde in de succesvolle sitcom Petticoat Junction uit 1963 en 1970 in alle 222 afleveringen de rol van Uncle Joe Carson, waarvoor hij vooral bekend is in de Verenigde Staten. Hij verscheen ook meerdere keren als Uncle Joe Carson in de series Green Acres en The Beverly Hillbillies. Na het einde van Petticoat Junction speelde hij samen met Glenn Ford in de westernserie Sheriff Cade, maar dit werd na het eerste seizoen stopgezet. In de jaren 1970 werd hij slechts sporadisch gezien als acteur, zijn laatste optreden was in 1974 in Benji - On the hot track.

## Filmografie
- 1939: My Son is Guilty
- 1940: The Sea Haw
- 1940: Too Many Husbands
- 1941: Penny Serenade
- 1942: The Talk of the Town
- 1943: The Desperadoes
- 1944: Buffalo Bill
- 1947: Framed
- 1947: The Sea of Grass
- 1948: The Black Arrow
- 1949: The Man from Colorado
- 1950: The Big Hangover
- 1951: Rawhide
- 1952: The Big Trees
- 1953: Shane
- 1954: Human Desire
- 1955: Wichita
- 1958: The Sheepman
- 1960: Cimarron
- 1961: The Comancheros
- 1962: Ride the High Country
- 1962/1963: Gunsmoke; tv-serie, 1 aflevering)
- 1963: Move Over, Darling
- 1963: Donovan's Reef
- 1963: McLintock!
- 1963–1970: Petticoat Junction (tv-serie, 222 afleveringen)
- 1965: The Rounders
- 1967: Welcome to Hard Times
- 1971–1972: Cade's County; tv-serie, 22 afleveringen)
- 1972: The Partridge Family; tv-serie, aflevering M is for the Many Things)
- 1974: Benji

- Biblioteca Nacional de España: XX1549613
- Bibliothèque nationale de France: cb14159990c (data)
- Gemeinsame Normdatei: 1019512644
- International Standard Name Identifier: 0000 0001 0907 8486
- Library of Congress Control Number: n87911800
- Nationale Bibliotheek van Israël: 987007426881505171
- SNAC: w66f380m
- Virtual International Authority File: 61755610
- WorldCat: E39PBJpPDPC3wQqpmfChj8WkXd